# Franciszek Giebartowski
Franciszek Giebartowski (ur. 18 czerwca 1902 we Lwowie, zm. 4 września 1968 w Zakopanem) – polski piłkarz, obrońca.
Sukcesy odnosił w Pogoni Lwów. W barwach tego klubu w 1922, 1925 i 1926 zostawał mistrzem Polski. W reprezentacji Polski debiutował 12 września 1926 w meczu z Turcją. Łącznie w kadrze rozegrał 3 spotkania, wszystkie w tym samym roku. 

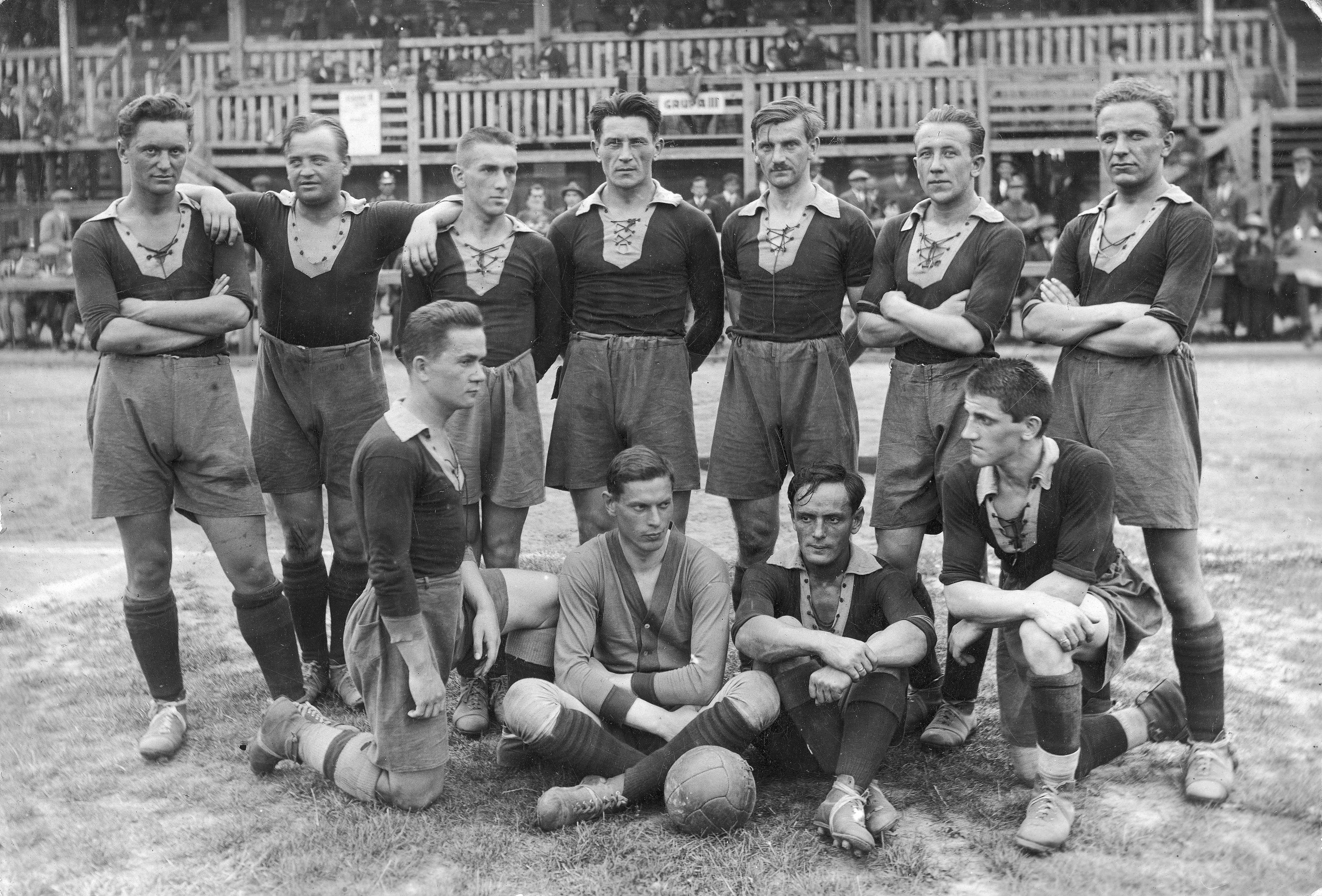
Pogoń Lwów, mistrz Polski z 1926 r., Giebartowski stoi drugi od prawej